# Radio Farda
Radio Farda (persisch رادیو فردا, DMG Rādīo Fardā) ist ein Hörfunksender aus Prag, der in persischer Sprache sendet. Farda heißt auf Deutsch ‚morgen‘. Der Sender ist ein Gemeinschaftsprojekt von Voice of America und Radio Liberty für Iraner. Radio Farda gilt als Oppositionssender und deckt ein breites Spektrum von politischen und kulturellen Themen ab, die mit einem inhaltlichen Schwerpunkt auf Iran zusammengestellt werden.
Der Sender wird von der US-Regierung finanziert. Der Abruf der Website des Senders wurde wiederholt von den iranischen Behörden gesperrt.

## Verbreitungswege
Die terrestrische Hauptfrequenz von Radio Farda für den Iran ist die Mittelwelle 1575 kHz. Gesendet wird mit einem 800 kW starken Sender der staatlichen Abu Dhabi Media. Die Firma erhebt eine jährliche Miete von 2,4 Millionen Dollar. Störsender auf der Frequenz, vermutlich iranischer Herkunft, mit einem charakteristischen Sirenenklang sind mitunter bis nach Mitteleuropa zu hören.
Seit 2010 steht in Kuwait ein eigener Mittelwellensender für Radio Farda zur Verfügung. Die 600 kW starke Anlage, die bis 2006 für die Voice of America auf Rhodos im Einsatz war, kann aber wegen politischer Unstimmigkeiten mit Kuwait nicht genutzt werden.
Rund um die Uhr sendet Radio Farda auf Kurzwelle von den Sendeanlagen in Kuwait und in Hessen.